# Скарола, Майкл
Майкл Скарола (англ. Michael Scarola; 26 января 1976, Галифакс) — канадский гребец-каноист, выступал за сборную Канады в первой половине 2000-х годов. Участник летних Олимпийских игр в Афинах, бронзовый призёр чемпионата мира, победитель многих регат национального и международного значения. Также известен как гребец-марафонец.

## Биография
Майкл Скарола родился 26 января 1976 года в городе Галифаксе провинции Новая Шотландия. Активно заниматься греблей начал с раннего детства, проходил подготовку в Уэверли в спортивном клубе Cheema Aquatic Club.
Первого серьёзного успеха на взрослом международном уровне добился в 2002 году, когда попал в основной состав канадской национальной сборной и побывал на чемпионате мира в испанской Севилье, откуда привёз награду бронзового достоинства, выигранную вместе с напарником Ричардом Долтоном в двойках на дистанции 1000 метров — лучше них финишировали только экипажи из Польши и Кубы.
Благодаря череде удачных выступлений Скарола удостоился права защищать честь страны на летних Олимпийских играх 2004 года в Афинах, в паре с тем же Долтоном в километровом зачёте двухместных каноэ сумел дойти до финальной стадии, однако в решающем заезде финишировал лишь шестым, так и не добравшись до призовых позиций. Вскоре по окончании этих соревнований принял решение завершить карьеру профессионального спортсмена, уступив место в сборной молодым канадским гребцам.
Помимо участия в соревнованиях по спринтерской гребле, Майкл Скарола также регулярно выступал на марафонских регатах. В частности, он является серебряным призёром домашнего чемпионата мира по марафонской гребле 2000 года в Дартмуте.